# Novigrad (Zadar)
Pour les articles homonymes, voir Novigrad.
Novigrad est un village et une municipalité située dans le comitat de Zadar, en Croatie. Au recensement de 2001, la municipalité comptait 2 368 habitants, dont 98,56 % de Croates et le village seul comptait 542 habitants.

## Localités
La municipalité de Novigrad compte 3 localités : Novigrad, Paljuv et Pridraga.